# トラップドアスパイダーの一覧

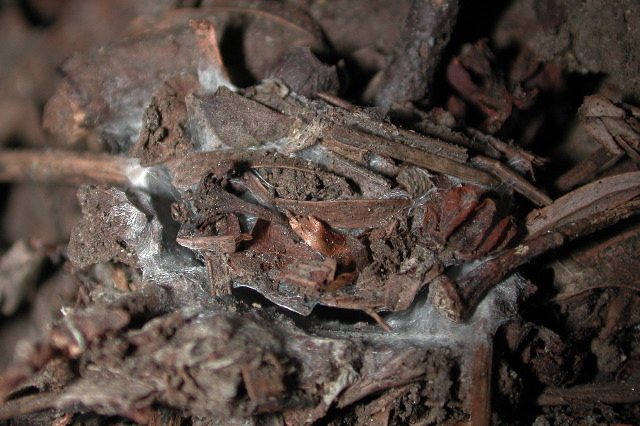
シントタテグモ科のクモの巣穴

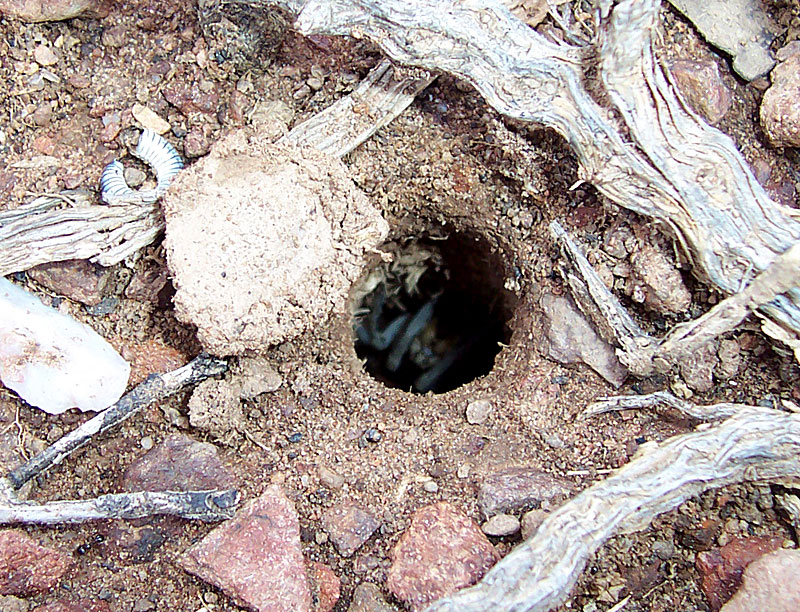
トタテグモの巣穴

トラップドアスパイダーの一覧（トラップドアスパイダーのいちらん）は、トタテグモなどのように巣穴を作り、その巣穴に蓋を付ける習性を持つトラップドアスパイダーと呼ばれる複数種の蜘蛛の一覧である。
- Actinopodidae, ヤノテグモ科（英語版） - 南アメリカやオーストラリアに棲息する mouse-spider とも呼ばれる蜘蛛の科
- Ctenizidae,ヒラアゴツチグモ科（英語版） - 汎熱帯に分布して棲息するbrush-footed trapdoor spiders とも呼ばれる蜘蛛の科
- Ctenizidae,モノトタテグモ科 - 熱帯・亜熱帯に棲息する cork-lid trapdoor spider の科
- Cyrtaucheniidae モサトタテグモ科
- Euctenizidae シントタテグモ科
- Halonoproctidae トタテグモ科
- Idiopidae カワリトタテグモ科
- Migidae アゴマルトタテグモ科
- Nemesiidae イボブトグモ科
- Theraphosidae オオツチグモ科